# Angelika Jahr-Stilcken
Angelika Jahr-Stilcken (* 26. Oktober 1941 in Berlin) ist eine deutsche Journalistin und Unternehmerin. Seit dem 1. Januar 2008 gehört sie dem Aufsichtsrat der Gruner + Jahr AG an. Zuvor war sie in dem Zeitschriftenverlag, den ihr Vater John Jahr 1965 gemeinsam mit Gerd Bucerius und dem Drucker Richard Gruner gegründet hatte, als Journalistisches Vorstandsmitglied sowie als Herausgeberin, Verlagsgeschäftsführerin und Chefredakteurin tätig. Zudem ist sie Mitglied des Aufsichtsrats der Nestlé Deutschland AG, der Hawesko Holding AG (Hanseatisches Wein- und Sekt-Kontor) und gehört dem Beirat der familieneigenen Jahr-Holding an. Beim Kinderhilfswerk Plan International Deutschland e. V., deren Kuratorium sie seit Juni 2007 angehört, ist sie stellvertretende Vorsitzende. Außerdem ist sie Mitglied des Board of Governors der Jacobs University, Bremen.

## Leben
Angelika Jahr-Stilcken ist die Tochter des Verlegers John Jahr senior. Sie hat drei Brüder, von denen zwei, Alexander und John, im Jahr 2006 kurz nacheinander verstarben. Ihr Bruder Michael lebt mit seiner Familie in Hamburg.
Sie studierte in München und Hamburg Psychologie, Germanistik und Philosophie und absolvierte im Anschluss an ihr Studium ein Volontariat bei der Tageszeitung Die Welt. Danach arbeitete sie als Trainee in den USA bei McCall’s, Glamour, Vogue und dem Time Magazine. Anschließend fing sie bei Gruner + Jahr in Deutschland an, zunächst als stellvertretende Chefredakteurin von Es und Petra. 1988 übernahm sie die Chefredaktion der Zeitschriften Schöner wohnen und Häuser.
Am 1. Juli 1994 wurde Angelika Jahr-Stilcken Verlagsgeschäftsführerin der zu Gruner + Jahr gehörenden Verlagsgruppe Living. Dazu gehören neben den Zeitschriften Schöner wohnen, Häuser und Flora Garten (1966) auch die von ihr entwickelten Titel Essen & Trinken (1972), Schöner essen (1985), Schöner wohnen Decoration (1989), Living at Home (2000). Essen & Trinken für jeden Tag (2003) sowie Dogs (2006).
Am 1. November 2000 berief sie der Aufsichtsrat zum Journalistischen Vorstandsmitglied der Gruner + Jahr AG. Sie folgte damit ihrem ältesten Bruder John Jahr junior. Mit dem Wechsel in den Aufsichtsrat von Gruner + Jahr im April 2008 beendete sie alle operativen Funktionen im Verlag. Ihr Nachfolger wurde Thomas Lindner.
Angelika Jahr-Stilcken war bis zu seinem Tod 2016 mit dem Public-Relations-Berater Rudolf Stilcken verheiratet. Sie ist an seiner Kommunikationsagentur Stilcken + Goettges als Hauptgesellschafterin und Consulting Partner beteiligt. Das Paar hat zwei gemeinsame erwachsene Kinder.